# マルバキンレイカ
マルバキンレイカ（丸葉金鈴花、学名：Patrinia gibbosa）は、オミナエシ科オミナエシ属の多年草。

## 特徴
地下茎は太く、横に伸びる。茎の高さは30-70cmになる。葉は茎に対生し、葉身は広卵形で羽状に浅裂する。オミナエシ属の他種の多くが、葉が中裂、全裂するのに対して特徴的である。花期は7-8月。オミナエシに似た、花冠が5裂した径5mm、長さ6.5mmの黄色の小花を集散花序につける。花冠には短い距がある。

## 分布と生育環境
日本では、本州の新潟県以北、北海道に分布し、山地の草原、湿原、岩礫地などに生育する。東アジアでは南千島に分布する。